# Magdalena Tul
Magdalena Ewa Tul (* 29. dubna 1980 Gdaňsk) je polská zpěvačka, skladatelka a textařka.

## Biografie

### 1992–1999: Začátky
Již ve dvanácti letech působila jako zpěvačka v dětské pěvecké skupině. Jako teenager spolupracovala s mnoha kapelami, kde získala zkušenosti s prací na jevišti a ve studiu. Následně založila svou první kapelu, se kterou hrála na několika koncertech předskokany pro umělce polské hudební scény.
Od útlého věku měla kontakt s divadlem. Vystudovala střední školu ve třídě humanistiky a divadla, kde cvičila na jevišti Městského divadla v Gdyni a poznávala tajemství tohoto povolání. V roce 1999, když jí bylo věku 19 let, začala studovat na střední hudební škole v Gdaňsku, ve třídě klasického zpěvu. Zde v průběhu ročního studia získala teoretické znalosti.

### 2000–2006: Full Of Life
V roce 2000 začala pracovat v hudebním divadle Studio Buffo Janusza Józefowicze, kde vystupovala jako herečka a zpěvačka. Objevila se například v muzikále Metro a také v mnoha dalších, jako je Niedziela na głównym nebo Ukochany kraj. Po třech letech uznala, že ji práce v divadle neposkytne příležitosti k rozvoji a zanechala jej. Od roku 2001 vystupovala pod pseudonym Lady Tullo.
V roce 2002 pracovala u polského vysílatele Telewizja Polska v zábavním pořadu Jaka to melodia?, kde působila jako zpěvačka. Od roku 2003 je spojována s hudebním divadlem ROMA, kde si zazpívala muzikálech v Grease či Koty czy Akademia Pana Kleksa. V roce 2004 absolvovala fakultu pedagogiky a psychologie na univerzitě Kazimierza Wielkiego a získala magisterský titul.
V listopadu 2004 se s písní „Full Of Life“ kvalifikovala do finále národního kola pro Eurovision Song Contest 2005, kde obsadila deváté místo. Následující rok píseň zvítězila na festivale Universtalent 2005 v Praze, odkud si zpěvačka odnesla dvě významná ocenění v kategoriích Nejlepší píseň a Nejlepší zpěvačka. V červnu 2005 se objevila na pěvecké soutěži Krajowy Festiwal Piosenki Polskiej w Opolu, kde si odbyl premiéru její singl „Idź swoją drogą“.

### 2007–2012: V.O.H. - The Victory of Heart, Eurovision Song Contest
V srpnu 2007 vydala své debutové album s názvem V.O.H. - The Victory of Heart, které obsahuje 14 skladeb v angličtině. V roce 2010 vydala singly „Nie ma jej“ a „Jestem“, se kterým se kvalifikovala do polského národního kola Krajowe Eliminacje 2011 a vyhrála ho s celkovým počtem 44,47 % hlasů od veřejnosti. V rámci propagace písně byla vydána i anglická verze písně s názvem „Present“.
V každoročním hlasování všech klubů OGAE píseň získala maximální počet 12 bodů od klubu OGAE Zbytek světa, který sdružuje příznivce z nečlenských zemí OGAE. Dne 10. května 2011 se Polsko nejprve zúčastnilo 1. semifinále soutěže Eurovision Song Contest 2011, které se konalo v Düsseldorfu. Přes semifinálové brány se ale Polsku nepodařilo postoupit do finále a obsadilo poslední 19. místo se ziskem 18 bodů.
V roce 2011 se podílela na studiovém albu The Mo bluesové kapely Why Ducky?, kde nazpívala píseň zpěváka Rickyho Estrina „Weekend Off“. Zúčastnila se i projektu Esotiq presents Poland... Why Not, kde představila svou píseň „First Class Ticket to Heaven“.
O rok později se přihlásila do švýcarského národního kola pro Eurovision Song Contest 2013 s písní „Give It Up“, kde se ale nakonec nedokázala probojoval přes internetové hlasování.

### 2013–2017: Hlas Polska, Brave
V roce 2013 se zúčastnila druhého ročníku pořadu Hlas Polska, který vysílala stanice TVP2. Během konkurzu na slepo zazpívala píseň „Crazy in Love“ z repertoáru Beyoncé a postoupil do další fáze, když se přidala do týmu Tomsona a Barona ze skupiny Afromental. Během fáze bitev zazpívala píseň „Only Girl (In The World)“ v duetu s Magdalenou Wasylik a následně se kvalifikovala do dalšího kola, kde vypadla, když si vybrala píseň Chaku Khana „I'm Every Woman“.
V listopadu téhož roku vydala EP s názvem The Beginning, který obsahuje pět skladeb. Dne 6. června 2014 vydala své druhé studiové album s názvem Brave.

### Od roku 2017: Mindfulness
Dne 28. dubna 2017 vydala singl „Closer“. V květnu byla členkou polské poroty Eurovision Song Contest 2017. Mezitím se objevila v rámci eurovizního koncertního miniturné, když vystoupila například v Krakově (klub Lindo) a ve Varšavě (klub Stacja Chmielna). Dne 5. června se objevila v programu Halo Polonia, kde představila píseň „Bliżej”, což je polská verze písně „Closer“. Dne 7. listopadu ve varšavském klubu Stodoła zahájila své koncertní turné Pop Art Tour, kde představila materiál z třetího studiového alba s názvem Mindfulness. V září 2018 potvrdila odchod z pořadu Jaka to melodia?, na kterém spolupracovala 15 let.

## Osobní život
Má dvě děti: syna Krzysztofa (nar. 18. listopadu 2007) a dceru Maju (nar. 24. listopadu 2012).

## Diskografie

### Alba
- 2007:V.O.H. - The Victory of Heart
- 2014:Brave
- 2019:Mindfulness

### EP
- 2013: The Beginning

### Singly
- 2004: „Full of Life“
- 2005: „Idź swoją drogą“
- 2006: „Find the Music“
- 2007: „Tryin’“
- 2010: „Nie ma jej“
- 2010: Jestem“
- 2011: „I'll Never Forget“
- 2012: „Jak zapomnieć“
- 2012: „Give It Up“
- 2013: „I Am Who I Am“
- 2014: „Ile mogę dać?“
- 2014: „So Good“ (feat. Sound’n’Grace)
- 2017: „Closer“ (feat. Chesney Snow)
- 2017: „Bliżej“
- 2018: „Va Banque“
- 2019: „Move Forward“
- 2025: „Love Myself Again“

## Nazpívané písně

### Filmy
- 2000: Rugratsy w Paryżu
- 2003: Dzieci Pani Pająkowej ze Słonecznej Doliny
- 2004: Pupilek
- 2005: Nowe szaty króla 2
- 2008: Scooby Doo i Król Goblinów
- 2009: Schłodzony jubileusz
- 2010: Disco robaczki
- 2010: Scooby-Doo Abrakadabra Doo
- 2010: Scooby Doo: Wakacje z duchami
- 2011: Klub Winx – Magiczna Przygoda
- 2012: Lorax
- 2014: Ra.One
- 2018: Pokémon: Siła jest w nas

### Seriály
- 1999: Bibi Blocksberg
- 2000: SpongeBob Kanciastoporty
- 2002: Królowie i królowe
- 2003: Truskawkowe ciastko
- 2004: Klub Winx
- 2004: Super Robot Monkey Team Hyperforce Go!
- 2005: Fifi
- 2006: Karmelowy obóz
- 2006: Team Galaxy – kosmiczne przygody galaktycznej drużyny
- 2006: Fillmore na tropie
- 2007: Tropiciele zagadek
- 2008: Słowami Ginger
- 2008: Z życia nastoletniego robota
- 2008: Świat Todda
- 2008: Magiczna karuzela
- 2008: Nieidealna
- 2009: Księżniczka z Krainy Słoni
- 2009: Mighty B
- 2009: Zagroda według Otisa
- 2010: Batman: Odważni i bezwzględni
- 2010: Ciekawski George: Małpiszon i Gwiazdka
- 2011: Księżycowy miś
- 2012: Dolina Koni
- 2014: Blondynka
- 2015: My Little Pony: Przyjaźń to magia
- 2015: Star butterfly kontra Siły zła piosenka czołówkowa serie III i VI
- 2018: Świat Winx